# Suszarka do włosów

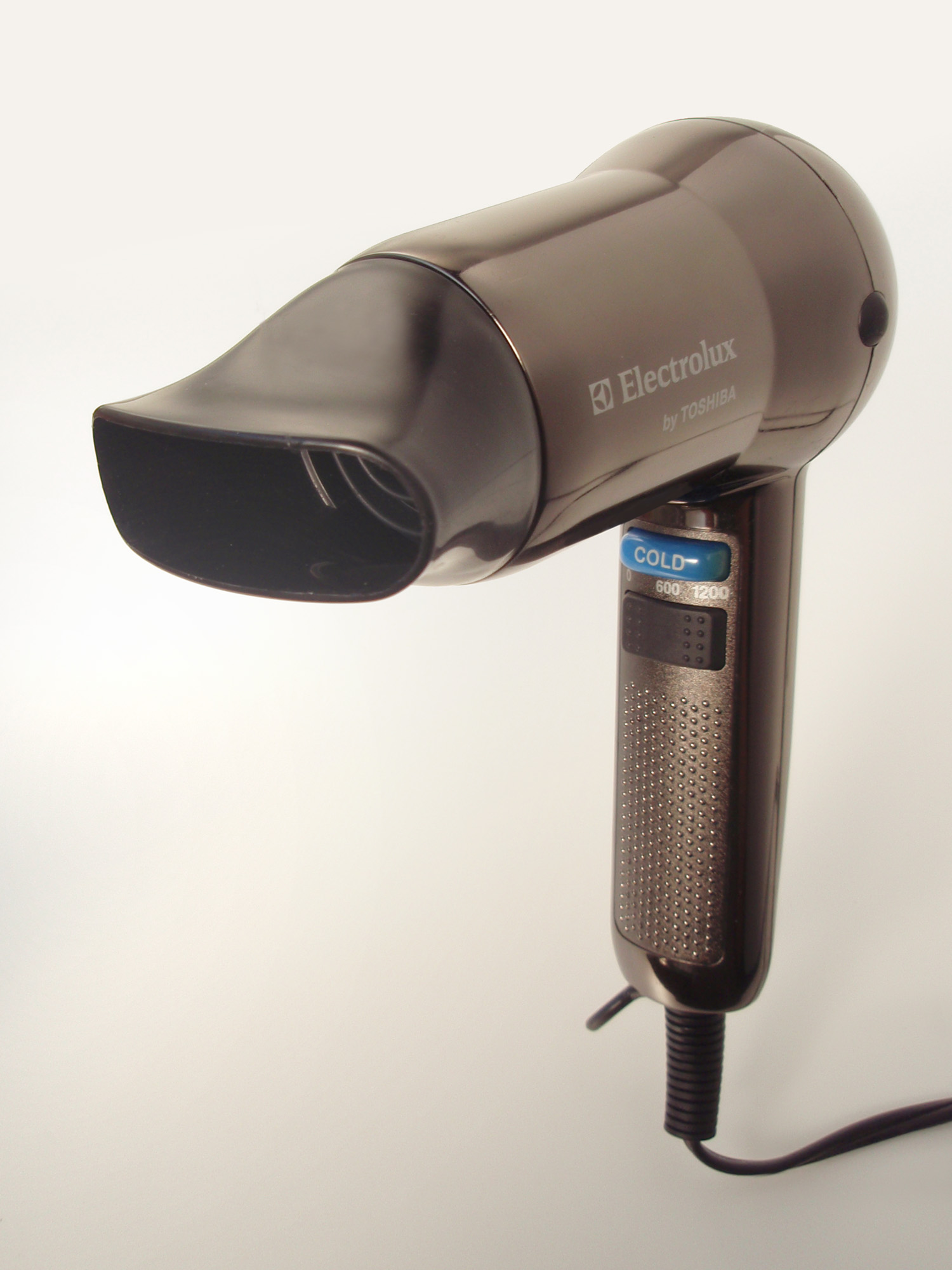
Typowa współczesna suszarka do włosów

Suszarka do włosów – urządzenie elektryczne służące do suszenia włosów. Najczęściej ma rozmiary pozwalające na trzymanie jej w ręce; większe suszarki, stojące, używane są głównie w zakładach fryzjerskich.

## Historia
Pierwsze suszarki produkowane były w zakładach AEG w Norymberdze (Niemcy) od 1899 roku. Były one opracowane przez inżyniera Michała Doliwo-Dobrowolskiego (głównego inżyniera AEG) i nosiły nazwę Fön (fen – ciepły, górski wiatr). W 1908 roku Gabriel Kazanjian złożył zgłoszenie patentowe na suszarkę ręczną.
W 1951 roku pojawiły się suszarki wyposażone w elastyczny wąż połączony z plastikowym kapturem. W suszarkach zastosowano uniwersalny silnik elektryczny, który wprawia w ruch suszarkę, szeregowy komutatorowy 1-fazowy dostosowany do zasilania zarówno prądem przemiennym, jak i prądem stałym; stosowanym m.in. w sprzęcie gospodarstwa domowego.

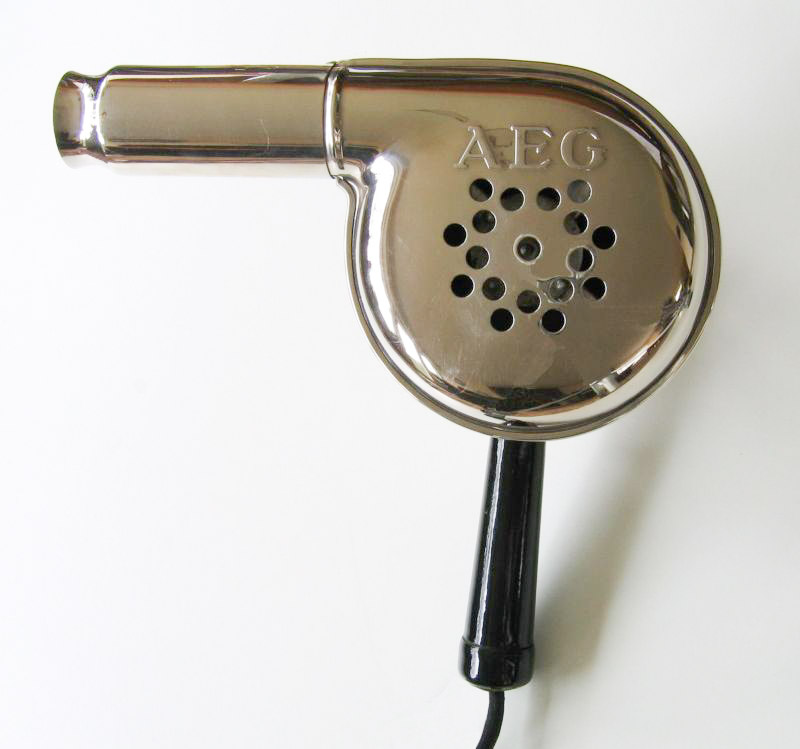
Suszarka ręczna firmy AEG z 1930 roku
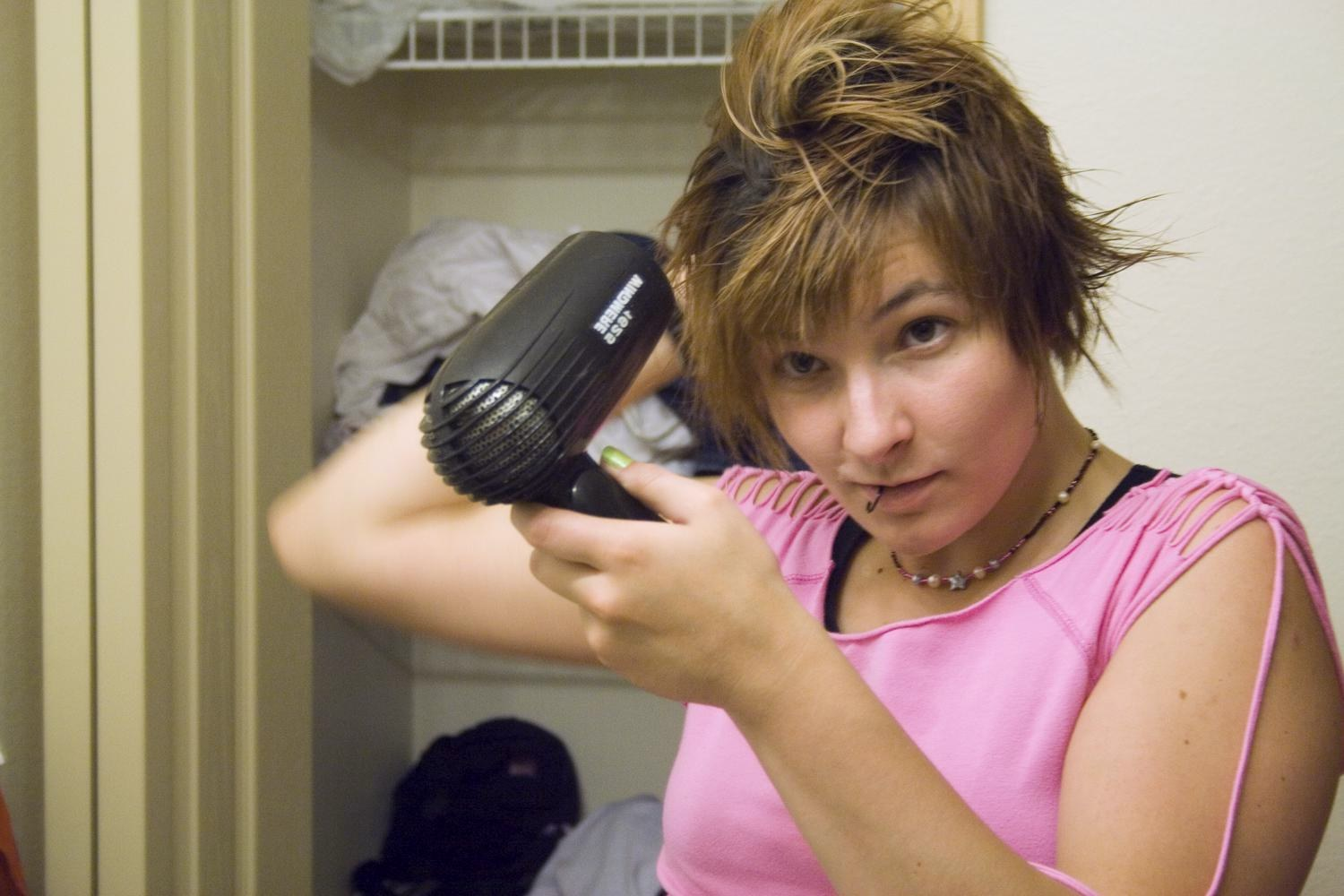
Użycie suszarki ręcznej
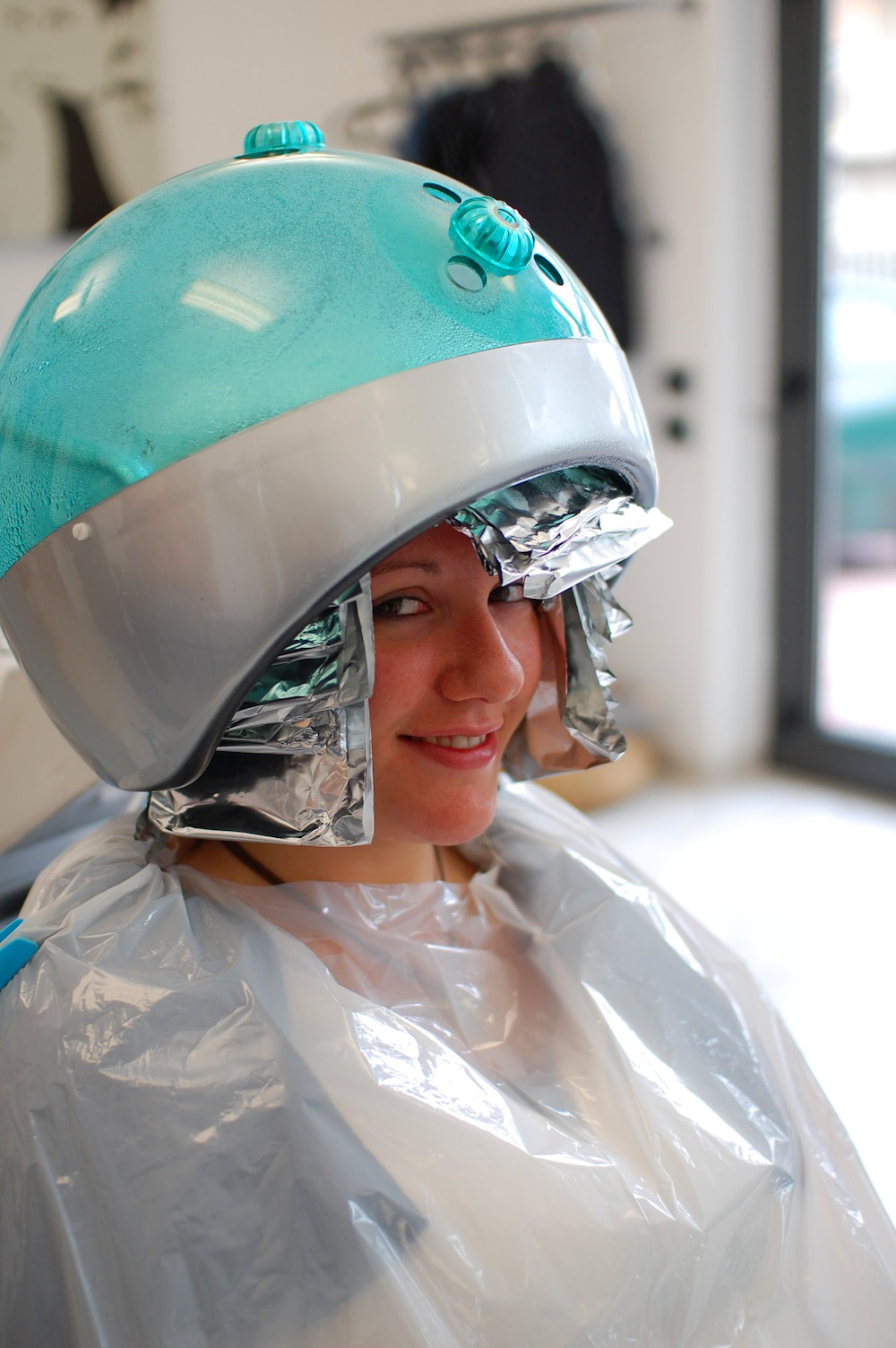
Hełmowa suszarka do włosów